# Lycenchelys pearcyi
Lycenchelys pearcyi es una especie de pez de la familia de los Zoarcidae en el orden de los perciformes.

## Morfología
- Los machos pueden llegar a alcanzar los 38,5 cm de longitud total.[1]

## Hábitat
Es un pez de mar y de aguas profundas que vive entre 2.663-3.051 m de profundidad.

## Distribución geográfica
Se encuentra en el Pacífico oriental: desde Oregón (Estados Unidos) hasta el extremo sur de la Baja California.

## Observaciones
Es inofensivo para los humanos. 